# 林田敦
林田 敦（はやしだ あつし、1926年4月2日 - 2011年4月29日）は、日本の政治家。宮崎県東臼杵郡美郷町長（1期、2006年 - 2010年）、西郷村長（10期、1968年 - 2006年）。現職当時、首長としては日本一の最多当選、最多連続当選（11期）だった。

## 経歴
- 1946年1月 - 西郷村役場に入庁。
- 1968年8月 - 西郷村長に就任。 
  - 2期目以降、無投票当選を続ける。
- 1987年 - 宮崎県町村会長に就任（2001年まで）。
- 2006年2月 - 初代美郷町長に就任。
- 2010年2月 - 美郷町長を退任。
- 2011年4月29日 - 多臓器不全により、宮崎大学医学部附属病院にて死去[1]。死没日をもって従五位に叙される[2]。